# Birk Storm
Birk Storm, født Birk Stenbæk, var med singlen "I Don't Care" blandt én af tre finalister i Karrierekanonen 2008.
Birk Storm laver electro/funk og er tidligere blevet rost for netop ”I Don't Care” og singlen ”I Even Got To Move My Own Feet”.
Udover sin solokarriere har Birk også ageret trommeslager for bl.a. Band Ane og Outlandish og var i sine teenageår medlem af undergrundsgruppen For Evigt Pasha, der også bestod af Troels Abrahamsen (SuperTroels) og Jens Skov fra Veto.
Debutalbummet "I Don't Care" udkom i februar 2009.